# Georg Elser – Einer aus Deutschland
Georg Elser – Einer aus Deutschland ist ein (in englischer Sprache unter dem Titel Seven Minutes produzierter) deutscher Spielfilm aus dem Jahr 1989. Der Film entstand nach dem Roman Georg Elser, einer aus Deutschland. Roman (Originaltitel: The Artisan) von Stephen Sheppard, der auch das Drehbuch schrieb. Der Film ist das Regiedebüt des Schauspielers Klaus Maria Brandauer. Es wird der Hitler-Attentäter Georg Elser thematisiert, dessen Filmrolle auch Brandauer übernimmt. Der Film entspricht nicht genau dem Ablauf vor und nach Elsers Attentat auf Adolf Hitler und hochrangige Gefolgsleute am 8. November 1939. Brandauer ließ beispielsweise aus dramaturgischen Gründen einen fiktiven Gegenspieler auftreten und Elser eine Beziehung mit einer Kellnerin des Bürgerbräukellers andichten.
Der Film wurde am 19. Oktober 1989 in Stuttgart uraufgeführt und am 6. November 1991 in der ARD erstmals im Fernsehen ausgestrahlt. Die Wiederaufführung in deutschen Kinos begann am 7. November 2009.

## Handlung
Der Film erzählt die Geschichte von Georg Elser. Elser ist ein schwäbischer Uhrmacher und Antifaschist. Er ist ein stiller, in sich gekehrter Mann, der ohne große Aufmerksamkeit lebt und arbeitet. Sein Antifaschismus äußert sich nur in kleinen Gesten. Er verweigert den Hitlergruß und ist gegen den Krieg. Der Uhrmacher baut jedoch eine Bombe, die Adolf Hitler töten soll. Im November 1939 soll Hitler eine Rede im Münchner Bürgerbräukeller halten. Anlass ist der Jahrestag des Putschversuches von 1923. Elser will den gerade begonnenen Krieg mit einem Attentat auf Hitler beenden. Es gelingt ihm, seine Bombe in der Nähe des Rednerpultes zu platzieren. Die Bombe detoniert, doch Hitler ist kurz vorher aufgebrochen und bleibt verschont. Der flüchtige Georg Elser kann gefasst werden und kommt in das Konzentrationslager Dachau, wo er 1945 ermordet wird.

## Kritiken
„Auf chronologische Stimmigkeit und vorschnelle Erklärungsversuche verzichtend, beschreibt der Film einen unspektakulären, weithin vergessenen Helden der Nazi-Zeit; mit Mitteln des spannend-unterhaltenden Erzählkinos zeichnet er nachdrücklich ein Bild des alltäglichen Faschismus, ohne die Ernsthaftigkeit des Themas und den moralischen Anspruch zu verwässern.“

## Auszeichnungen
Die Produzenten des Films erhielten 1989 den Bayerischen Filmpreis. 1990 wurde der Film mit dem Deutschen Filmpreis in Gold in den Kategorien bester Schauspieler (Brandauer) und bester Schnitt ausgezeichnet. Im selben Jahr erhielt der Film den Gilde-Filmpreis in Silber der Gilde deutscher Filmkunsttheater.

## Rezeption
Franz Hirth (* 1929), der Neffe Elsers, der sich aus Scham lange Zeit geweigert hatte, über seinen Onkel zu sprechen, fasste unmittelbar nach der Uraufführung des Films in Stuttgart den Entschluss, sich Klaus Maria Brandauer als Elsers Neffe zu offenbaren.